# Anghelești, Alba
Anghelești este un sat în comuna Bucium din județul Alba, Transilvania, România.